# Pepe Ruiz
José Francisco Ruiz Martín, més conegut com a Pepe Ruiz, és un actor espanyol nacut en 1941 a Madrid.

## Trajectòria professional
Va néixer al carrer O'Donnell de Madrid, es va criar en els limítrofs de la Plaça Major. Especialitzat en el gènere de la comèdia, va començar la seva activitat teatral en 1961 al mateix temps que estudiava Dret i com primer actor del TEU del Districte Universitari Madrileny va ser Premi Nacional en 1962. Acabada la llicenciatura, debuta sobre els escenaris en el Teatro de la Comedia de Madrid el 28 de setembre 1967, amb l'obra de Miguel Mihura Sólo el amor y la luna traen fortuna.
El seu pas pel cinema ha estat menys destacat. Ha treballat a les ordres, entre d'altres, de Rafael Romero Marchent i Paul Naschy.
Habitual col·laborador en programes i sèries de televisió, ha intervingut en diversos episodis dels espais Estudio 1, Teatro breve, Hora once i a les sèries Verano azul (1981), d'Antonio Mercero i Teresa de Jesús (1984), de Josefina Molina, amb Concha Velasco.
En 1999 s'incorpora com a còmic al programa de TVE Noche de fiesta, dirigit per José Luis Moreno. Un any després, dins del mateix espai, comença a interpretar el paper del rondinaire Avelino, marit de Pepa (Marisa Porcel), en el sketch Matrimoniadas. A la vista de l'èxit de la mini-comèdia, des de 2003, els actors que la interpretaven van saltar als escenaris amb la versió teatral. En 2004 Ruiz va interpretar el mateix paper en la sèrie de Antena 3 La sopa boba i en 2007 en la sèrie de Telecinco Escenas de matrimonio.
Tant ell com la seva companya Marisa Porcel deixaren Escenas de matrimonio per traslladar-se a La familia Mata, que és on va treballar fins al final de la sèrie. En 2009 torna al costat de Marisa Porcel a Escenas de matrimonio, en la que són els principals protagonistes.
En 2011, torna a la televisió al costat de la seva parella matrimonial en la ficció, Marisa Porcel, a Veo7, amb la sèrie Aquí nos las den todas.

## Premis
- Premi Júbilo (2007), del Grupo Júbilo, empresa del Grup Planeta, pel seu treball en televisió.
- Premi Antena de Oro 2008 per la comèdia La familia Mata, d'Antena 3.
- Premi Los mayores del año (2009), que concedeix anualment l'Ajuntament de Granada, pel seu treball a Escenas de matrimonio.
- En 2010 és homenatjat, conjuntament amb Marisa Porcel, en la XIII Edició de Premis La Cazuela als personatges populars més salados.[2]
- Premi Estrella de Oro (2010), per la seva trajectòria professional.

## Televisió
- Lo que yo te diga (2012-)
- Aquí me las den todas (2011)
- Escenas de matrimonio (2007-2010).
- La familia Mata (2007-2009).
- La sopa boba (2004).
- Noche de fiesta (1999).
- Teresa de Jesús (1984).
- Verano azul (1981).

## Filmografia
- Los caballeros del botón de ancla.
- Cuando los maridos se iban a la guerra.
- Un día con Sergio.
- Una y sonada.
- Eva, limpia como los chorros del oro (1977).
- Juana la loca... de vez en cuando.
- Las autonosuyas (1983).
- Toby.
- Huevos revueltos.
- Hijos de papá.
- Los cántabros.
- La noche del hombre lobo.
- El pecador de la pradera.
- Esta noche no.
- Erzsébet (2013).
- Política Correcta

## Teatre
- Este cura.
- Por lo menos tres.
- Don Juan Tenorio
- Nerón-Paso (1969).
- El armario (1969).
- Un día en Madrid,
- El alma se serena (1969).
- El apagón.
- Ninette y un señor de Murcia.
- Ninette, modas de París.
- A media luz los tres (1977).
- Sálvese quien pueda.
- Anda mi madre.
- Cariño, ¿mañana qué hacemos?.
- Matrimoniadas.
- Ya tenemos chica. (1991).
- Ponte el bigote, Manolo (1989).
- Usted no sabe con quién está hablando.
- Mariquilla Terremoto (1996).
- El show mágico del circo.
- Robe usted primero.
- Camaleón story.
- Historias del tierno galán.
- ¡Ay! Felipe de mi ¡va!.
- Doña Mariquita de mi corazón (1985).
- Las cariñosas.
- Me río de Janeiro.
- ¡Y si encuentra algo mejor...!.